# Il Silent Cartographer
(Cortana introduce Il Silent Cartographer)
Il Silent Cartographer è il quarto livello del videogioco sparatutto in prima persona (FPS) Halo: Combat Evolved: ambientato sul mondo a forma di anello di nome Halo, vede come protagonisti Master Chief e un gruppo di marines dell'UNSC impegnati in un assalto diurno sulla spiaggia contro l'unione di razze aliene note come Covenant alla ricerca di un'antica installazione dei Precursori nota come Silent Cartographer.
Il livello ha ricevuto elogi dalla critica per la grafica e la storyline, nonché per l'uso di veicoli volti a fluidificare il gameplay. Ritenuto uno dei livelli più iconici della serie Halo e uno dei migliori livelli in giochi sparatutto di tutti i tempi, viene ritenuto altresì importante perché ha cambiato il modo in cui alcune missioni sarebbero state progettate nei sequel futuri dotati di una migliore tecnologia grafica e di ritocchi legati al sistema di gameplay. La possibilità di esplorare liberamente l'isola lasciando dunque ampia scelta al giocatore sulle modalità di progresso nel livello risulta senza dubbio un altro elemento da tenere in grande considerazione.

## Modalità di gioco
Il giocatore, nel ruolo di Master Chief, inizia volando verso un'isola su una navetta da trasporto di classe Pelican pilotata dal personaggio Foehammer. Dopo che Master Chief e i rinforzi assieme a lui sono atterrati sulla spiaggia, ci si ritrova nel mezzo di un combattimento contro i nemici Covenant. Poiché questi ultimi risultano troppo lontani per un'azione efficace, il giocatore è spronato ad avanzare sulla costa al fine di prevalere in battaglia. Dopo aver eliminato un gruppo di alieni ostili, Foehammer lascia cadere una jeep Warthog per farla guidare al giocatore: a quel punto, è possibile decidere da quale lato dell'isola procedere per raggiungere la struttura dove è situata la sala delle mappe.
Gli alieni sigillano la porta di una struttura dei Precursori, costringendo il giocatore a tornare lungo la costa per trovare il sistema di sblocco, sorvegliato da una specie molto potente tra le file Covenant nota come Lekgolo (Cacciatori). In seguito alla rimozione della chiusura forzata imposta dai suoi avversari, il giocatore si scontra con degli Elite, un'altra delle razze aliene presenti nel videogioco, equipaggiati con un sistema di mimetizzazione. Successivamente, il giocatore recupera un lanciarazzi da un Pelican abbattuto e, effettuando un nuovo viaggio sul Warthog, il giocatore penetra nella porta precedentemente sigillata dopo aver sconfitto una strenua resistenza posta a presidio della stessa: abbandonati gli spazi aperti, la struttura offre invece stretti corridoi secondo uno schema verticale. Master Chief deve farsi a quel punto strada verso il Cartographer superando vari avversari disseminati lungo tutti i piani fino all'obiettivo: una volta raggiunto e scoperta la posizione del centro di controllo di Halo, il giocatore si scontra con i rinforzi nemici sopraggiunti per tornare in superficie e abbandonare l'area a bordo di un Pelican.

## Sviluppo

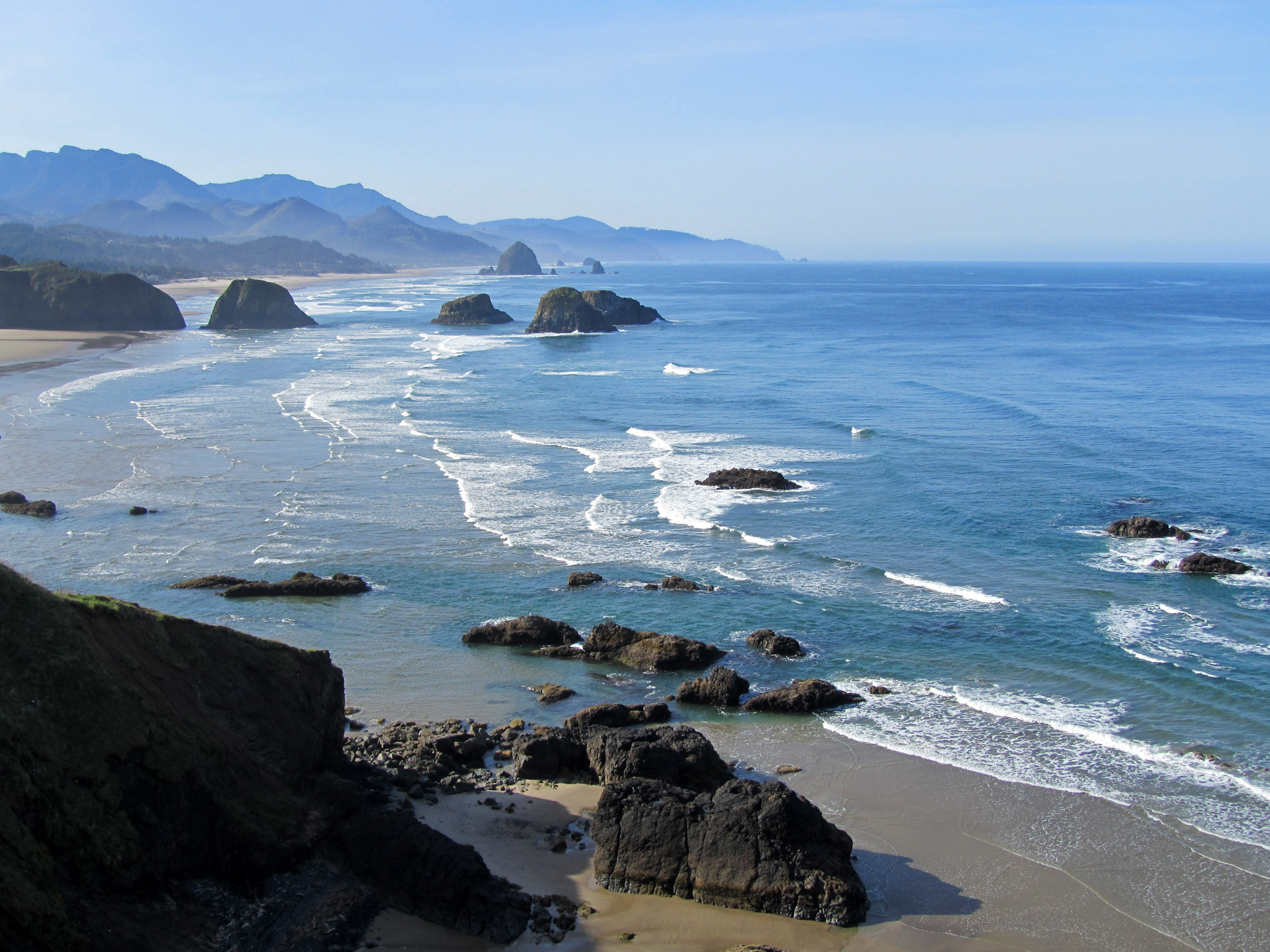
Il design del livello è stato ispirato dai panorami presenti nel Nord-ovest Pacifico

Secondo Marcus Lehto, l'art director di Halo: Combat Evolved, l'ambientazione del Silent Cartographer è stata ispirata soprattutto alla «straordinaria bellezza» del Pacifico nord-occidentale, vista ancor più da vicino quando la Bungie e i suoi sviluppatori si sono trasferiti a Seattle dopo che Microsoft ha acquisito lo studio nel giugno 2000. Il livello è stato progettato quando si pensava ancora di realizzare Halo come un videogioco strategico in tempo reale, motivo per cui gli ampi spazi aperti dovevano servire appositamente a soddisfare una più efficiente manovra. Tuttavia, il fatto che il Warthog fosse così «divertente» da guidare ha portato il gruppo di lavoro a cambiare prospettiva, decidendo di convertire il videogame un gioco d'azione. I molteplici percorsi e le ampie aree presenti nel design del livello hanno costretto il team a progettare missioni che non dovevano essere eseguite in un ordine lineare.
Secondo The Art of Halo, il Silent Cartographer è stato utilizzato per testare aspetti del gioco mentre erano in fase di sviluppo, quali illuminazione, visibilità, oggetti ed effetti. Il livello è stato reso noto al pubblico già nelle prime dimostrazioni del gioco: Lehto ha affermato: «Il linguaggio visivo dei Precursori non è davvero emerso per me fino a quando non ho lavorato al livello poi diventato 'Il Silent Cartographer' in Halo, all'inizio chiamato 'sbarco sulla spiaggia'».

## Accoglienza
G.B. Burford di Kotaku ha definito il livello «splendido», per via della «sensazione costante di star facendo progressi mentre giochi il livello». Ha affermato che mentre lo sblocco di numerosi checkpoint desse l'impressione che il giocatore potesse procedere in sicurezza, in molte parti bisognava comunque farsi strada da soli. Alex Dale di GamesRadar+ ha definito il livello in contrasto con i costanti «corridoi stretti e claustrofobici» del precedente livello grazie «all'abbattimento di tutte le mura, offrendo il genere di guerra tattica e libera da vincoli che i fan potevano solo sognare fino a quel momento». David Houghton dello stesso sito web ha definito il design del livello come caratterizzato da una «brillantezza incredibilmente non lineare», asserendo che, 13 anni dopo, le serie di sparatutto più improntate all'open world stessero ancora cercando di mettersi al passo.

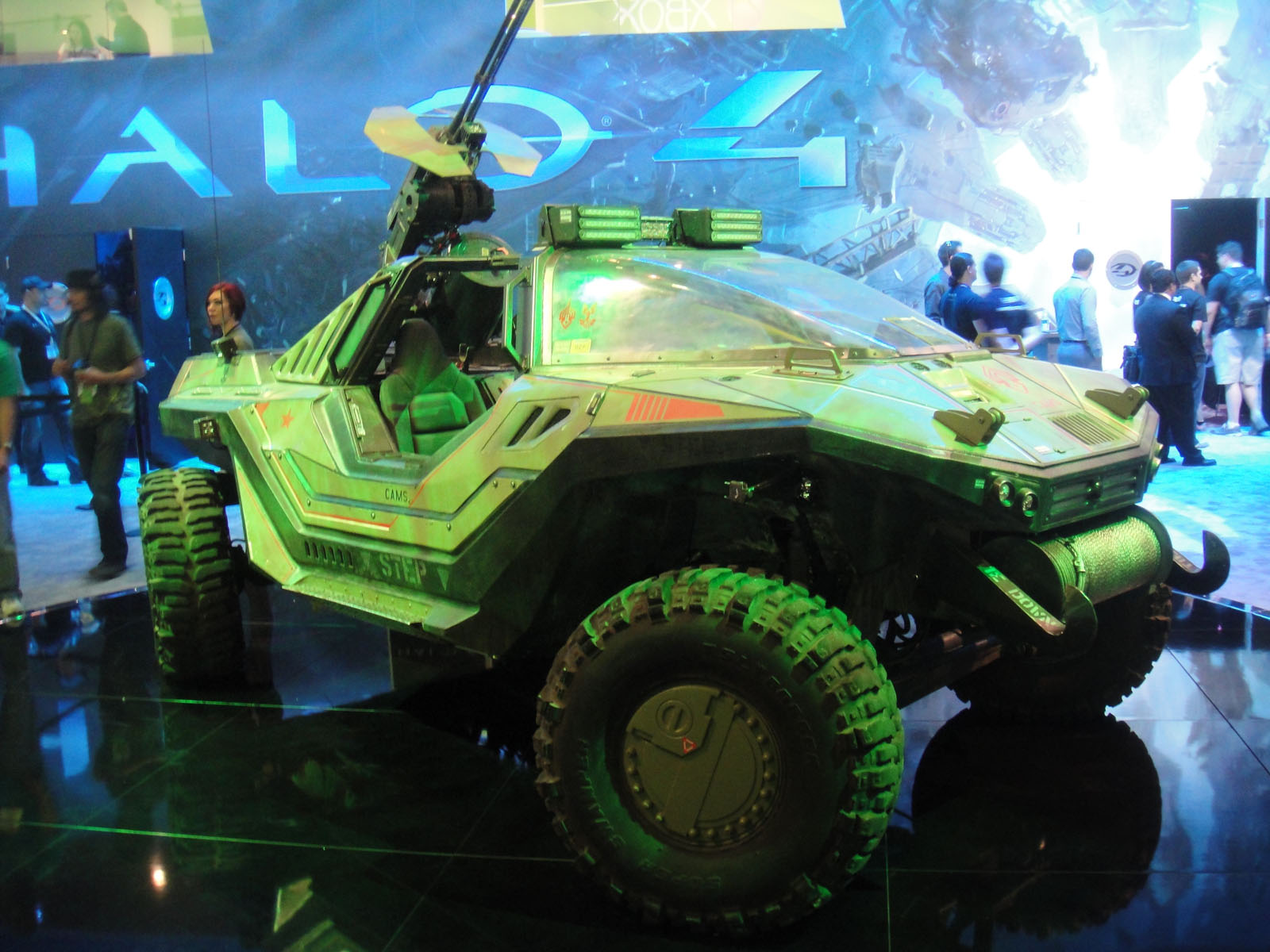
Copia realizzata in grandezza originale della jeep militare chiamata Warthog

Robert Purchese di Eurogamer ha detto che il Silent Cartographer vanta una delle migliori spiagge nei videogiochi, definendo la missione «fino ad oggi [...] la più eccezionale nelle campagne di Halo di tutti i tempi. Sono rimasto sbalordito che un videogioco potesse farmi immergere in una battaglia sparatutto così emozionante ed epica». Sostenendo che «la cosa straordinaria del Silent Cartographer è che non importa quello che fa il giocatore o dove va, poiché la trama non si interrompe comunque», ha affermato altresì che, mentre il giocatore si fa strada più in profondità nel sottosuolo e nelle viscere del mondo a forma di anello, «inizi a capire che tutto è connesso in un modo che almeno crea l'illusione della coerenza». Infine, conclude dicendo che «l'isola sembra reale» e che «nel 2001, la spiaggia di Halo [inteso come anello] mi ha lasciato senza fiato. Guardando indietro al vecchio gameplay del Silent Cartographer ora, quasi 20 anni dopo, lo fa ancora».
Matt Whittaker di Hardcore Gamer ha definito il livello «una delle missioni più iconiche dell'intera serie, poiché unisce la guida alla Warthog, delle sezioni interne labirintiche e una miscela di ogni tipo di nemico Covenant presente in Halo: Combat Evolved», lodando la grafica migliorata per i Cacciatori alieni in quanto gli scontri si svolgono di giorno e non di notte come nella precedente missione: lo ha ritenuto tra l'altro il miglioramento più azzeccato del livello in Halo: The Master Chief Collection. Jonathon Dornbrush di Entertainment Weekly ha classificato il Silent Cartographer al primo posto nelle missioni disponibili nel gioco, definendola "straordinariamente lunga, ma raramente noiosa, grazie al fatto che impiega tutti i migliori aspetti di Halo: fa emergere inoltre la pericolosità dei Cacciatori". Andy Kelly di PC Gamer ha citato il livello quando ha dichiarato che Halo fosse la sua saga di videogiochi preferita: «Quella musica travolgente, il cielo azzurro e l'acqua scintillante, il Pelican che sorvola la spiaggia e, più tardi, la possibilità di guidare su terreni accidentati a bordo della Warthog. Si tratta del picco maggiore mai raggiunto per me di Halo, davvero». Pur ammettendo che «è solo un percorso lineare più ampio rispetto agli altri livelli», ha comunque aggiunto che «la sequenza degli eventi ti dà un vero senso di avventura e libertà». Kelly la ha anche inclusa nella sua lista dei migliori livelli in giochi sparatutto in prima persona di tutti i tempi. Lo speedrunner Andrew "Goatrope" Halabourda ha evidenziato che, nel 2004, il Silent Cartographer è stato il livello che più di ogni altro in Halo ha visto giocatori tentare di completarlo nel più breve tempo possibile.

## Eredità
Il Silent Cartographer doveva essere incluso nel film su Halo poi cancellato. Il livello ha influenzato il design dei giochi futuri della serie, come nel caso di Halo: Reach, grazie alla combinazione di azione a piedi e sui veicoli, costringendo i giocatori a salire a bordo e uscire dai veicoli mentre procedono negli eventi. In particolare, il livello La lunga notte del solstizio (in inglese The Long Night of Solace) si diceva fosse «una ricostruzione del Silent Cartographer», ma IGN lo ha elogiato perché rispetto a quello del primo gioco della saga fosse più «epico» e «apocalittico». Il livello lascia qualcosa di sé nella mappa multiplayer L'isola della morte (Death island) e un «successore spirituale» nella modalità multiplayer Warzone di Halo 5: Guardians, che contiene un livello, Raid on Apex 7, il quale presenta un'ambientazione simile.
Una missione ispirata al livello è stata inclusa nel simulatore di guida Forza Horizon 4, inclusa una replica del Warthog.